# Jean-Michel Golynski
 (juin 2015).
Si vous disposez d'ouvrages ou d'articles de référence ou si vous connaissez des sites web de qualité traitant du thème abordé ici, merci de compléter l'article en donnant les références utiles à sa vérifiabilité et en les liant à la section « Notes et références ».
Jean-Michel Golynski, né le 9 septembre 1955 à Hénin-Liétard (Pas-de-Calais), est un météorologiste français.

## Biographie
(février 2016).
Après des études de chimie il s'engage, en 1977, dans l'armée de l'air et obtient le grade de sergent météo. Revenu à la vie civile, il présente des bulletins météo de 1989 à 1999 sur Fréquence Nord et France 3 Nord-Pas-de-Calais.
En 1994, il se porte candidat à la succession de René Chaboud, présentateur météo de Radio France, mais c'est Joël Collado qui obtient le poste. En 2002, il est choisi comme joker de ce dernier parmi de nombreux candidats. Basé dans les locaux de Météo-France de Villeneuve-d'Ascq, il est responsable des flashs météo pendant les vacances d'été.
Il fait aujourd'hui partie de l'équipe météo sur les antennes de France Inter et de France Info, officiant aux côtés d'Élodie Callac.